# 週六九點觀察
《週六九點觀察》（日语：／），英語：Sat. WATCH 9），為NHK綜合頻道自2022年4月2日開始於週六晚間9點播出的新聞節目。

## 概述
本節目作為2006年開始播出的《九點看新聞》的週六版，節目宗旨為提供「想在週末夜晚放鬆的看新聞」的觀眾一個節目選擇，節目會報導於週六發生的最新新聞，並且加入未在週一至週五的節目播出時傳達的新聞與資訊。
因為本節目的開播，原本於該時段播出的《週六連續劇》與《NHK特集》延後一小時播出。原先於20:45 - 21:00播出的《新聞、氣象資訊》改以20:50 - 20:55播出5分鐘的地方新聞取代，並而原先播出的體育新聞節目《週六體育》的內容也整合至本節目內。
在節目開播前，2021年11月23日（勤勞感謝日）曾經一次以《九點看新聞特別版》為名，作為本節目的試播版播出（主播為和久田麻由子 、來賓牛窪恵）。内容以當日新聞、關於「改變的工作方式」與「副業」的特集、Biz趨勢、我推的介紹!、快訊、氣象資訊、體育新聞為順序播出。此後的2022年2月26日再次播出與本節目相同安排的《九點看新聞》特別版的試播節目。
與《NHK7點新聞》和《九點看新聞》相同，本節目也採用透過多重音訊廣播的方式進行雙語播出。
自2023年4月8日開始，由於NHK於所有新聞節目採用通用設計，因此原先節目專屬的開頭與新聞鏡面設計等皆被廢除，改採用與《NHK新聞》和《NHK7點新聞》等新聞節目相同的設計。同時NHK國際傳媒的網頁上也開始提供同步直播與回看。
2024年1月13日至同年6月29日間，本節目也以《綜合頻道（石川縣內）同步放送》為名於 BS103 頻道（原BS Premium）同步播出。
2024年4月6日開始於21:00 - 22:00播出。

### 節目標語
- 2022、2023年度：「週六夜晚「新發現」」
- 2024年度：「了解資訊空間的「現在」！」

## 主要單元

### Biz 趨勢 
單元名稱為「Business & trend（ビジネスアンドトレンド）」的簡稱。由經濟部的記者長野傳達關於經濟的最新趨勢。

### 我推的介紹
單元內容與《新聞金5點》（NHK大阪放送局製作）節目内的「雖然沒有在全國播出，但我對此感到自豪」單元內容幾乎相同。內容由NHK地方放送局的職員，選出想要（推し）於全國播出的地方新聞並介紹（プレゼンテーション（Presentation））。
於試播版時，內容介紹的時間被限制於100秒內，100秒過後便會強制中斷。

## 目前主持人
如未特別說明，則以下所有人員皆為NHK播報員。

### 主播
- 山下毅（NHK解說委員長）（2024年4月6日 - ）
- 林田理沙（2024年4月6日 - ）

### 記者
- 伊原弘将（日语：伊原弘将）（2025年4月5日 - ）
- 押尾駿吾（日语：押尾駿吾）（2025年4月5日 - ）
- 竹野大輝（日语：竹野大輝）（2025年4月5日 - ）
- 菅谷鈴夏（日语：菅谷鈴夏）（2025年4月5日 - ）
- 荒木櫻（日语：荒木さくら）（2025年4月5日 - ）

### 來賓
每週各有一位名人擔任嘉賓參與節目。
| 放送日   | 來賓         | 備註                                                |
| -------- | ------------ | --------------------------------------------------- |
| 2月26日  | 壇蜜         | 試播版                                              |
| 4月2日   | 香取慎吾     |                                                     |
| 4月9日   | 山崎麻理     |                                                     |
| 4月16日  | 厚切傑森     |                                                     |
| 4月23日  | 山崎亮       |                                                     |
| 4月30日  | 增田明美     |                                                     |
| 5月7日   | 牛窪恵       |                                                     |
| 5月14日  | 富永京子     | 立命館大學 準教授                                   |
| 5月21日  | 厚切傑森     |                                                     |
| 5月28日  | 山崎亮       |                                                     |
| 6月4日   | 真山仁       |                                                     |
| 6月11日  | 牛窪恵       |                                                     |
| 6月18日  | 増田明美     |                                                     |
| 6月25日  | 兵頭慎治     | 防衛省防衛研究所政策研究部長                        |
| 7月2日   | 厚切傑森     |                                                     |
| 7月9日   | 無           | 節目縮短播出至21:30                                 |
| 7月16日  | 牛窪恵       |                                                     |
| 7月23日  | 山﨑亮       |                                                     |
| 7月30日  | 原晋         |                                                     |
| 8月6日   | 渡邊直美     |                                                     |
| 8月6日   | 平原綾香     | 現場演唱歌曲Jupiter                                 |
| 8月13日  | 無           | 因播出關於颱風8號的新聞 節目21:00播出且縮短播出時間 |
| 8月20日  | 牛窪恵       |                                                     |
| 8月27日  | 派翠克・哈蘭 |                                                     |
| 9月3日   | 原晉         |                                                     |
| 9月10日  | 為末大       |                                                     |
| 9月17日  | 牛窪恵       |                                                     |
| 9月24日  | 厚傑森       |                                                     |
| 10月1日  | 中野信子     |                                                     |
| 10月8日  | 原晋         |                                                     |
| 10月15日 | 山崎亮       |                                                     |
| 10月22日 | 增田明美     |                                                     |
| 10月29日 | 今村翔吾     |                                                     |
| 11月5日  | 為末大       |                                                     |
| 11月12日 | 牛窪恵       |                                                     |
| 11月26日 | 原晋         |                                                     |
| 12月3日  | 大田和史繪   |                                                     |
| 12月10日 | 牛窪恵       |                                                     |
| 12月17日 | 今村翔吾     |                                                     |

### 體育單元主播
- 淺田春奈（2025年4月5日[13] - ）

### 經濟記者／經濟單元主播
- 長野幸代（NHK經濟部記者、2022年4月2日[13] - 2024年3月30日）
  - 主持人發表時將其列為經濟記者，但後續試播版播出時的節目表將其列為經濟單元主播。

### 新聞旁白
- 片山智彦（2024年4月6日 - ）
- 角谷直也（2024年4月13日 - ）
- 八田知大（2024年5月11日 - ）
- 金子峻（2024年9月21日 - ）
  - 與《九點看新聞》相同，擔任旁白的播報員基本上並不會在節目中露面。而負責旁白的播報員也會負責播報 22:55 的《NHK新聞》與負責應對深夜的臨時播報。此外，新聞畫面的開頭也會以「旁白（ナレーション）」作為頭銜並顯示在畫面右下角。而在2023年8月12日前，負責旁白的播報員也負責當天18:45播出的《新聞645（日语：ニュース645 (首都圏センター)）》（針對關東地區、山梨縣），但隔週19日開始的週六改成由擔任記者的播報員負責播報，負責旁白的播報員調整只負責播報週日的《新聞645》，但若本節目停播時有時仍會負責週六的播報。

### 氣象資訊
- 久保井朝美（気象預報士，Weather Map（日语：ウェザーマップ）所屬，2022年4月2日[13] - ）

## 過去的主持人
| 期間           | 期間          | 主播       | 主播       | 體育單元主播 | 気象資訊   | 記者               | 記者               | 記者               | 記者       | 記者     | 經濟單元主播 | 新聞旁白                                |
| 期間           | 期間          | 主播       | 主播       | 體育單元主播 | 気象資訊   | 男性               | 男性               | 男性               | 女性       | 女性     | 經濟單元主播 | 新聞旁白                                |
| -------------- | ------------- | ---------- | ---------- | ------------ | ---------- | ------------------ | ------------------ | ------------------ | ---------- | -------- | ------------ | --------------------------------------- |
| 2022年2月26日  | 2023年4月1日  | 赤木野野花 | 赤木野野花 | 西川典孝     | 久保井朝美 | 霍爾科姆•傑克•和馬 | 霍爾科姆•傑克•和馬 | 霍爾科姆•傑克•和馬 | 吉岡真央   | 吉岡真央 | 長野幸代     | 佐藤龍文                                |
| 2023年4月8日   | 2024年3月30日 | 赤木野野花 | 赤木野野花 | 西川典孝     | 久保井朝美 | 霍爾科姆•傑克•和馬 | 霍爾科姆•傑克•和馬 | 霍爾科姆•傑克•和馬 | 川口由梨香 | 荒木櫻   | 長野幸代     | 小澤康喬 利根川真也 深川仁志 江原啓一郎 |
| 2024年4月6日   | 2024年8月3日  | 伊藤良司   | 林田理沙   | 西川典孝     | 久保井朝美 | 霍爾科姆•傑克•和馬 | 霍爾科姆•傑克•和馬 | 霍爾科姆•傑克•和馬 | 豊島實季   | 荒木櫻   | （無）       | 利根川真也 角谷直也 片山智彦 八田知大   |
| 2024年8月10日  | 2024年9月14日 | 伊藤良司   | 林田理沙   | 西川典孝     | 久保井朝美 | 霍爾科姆•傑克•和馬 | 霍爾科姆•傑克•和馬 | 霍爾科姆•傑克•和馬 | 豊島實季   | 荒木櫻   | （無）       | 角谷直也 片山智彥 八田知大              |
| 2024年09月21日 | 2025年3月29日 | 伊藤良司   | 林田理沙   | 西川典孝     | 久保井朝美 | 霍爾科姆•傑克•和馬 | 霍爾科姆•傑克•和馬 | 霍爾科姆•傑克•和馬 | 豊島實季   | 荒木櫻   | （無）       | 角谷直也 片山智彦 八田知大 金子峻       |
| 2025年4月5日   | 預計          | 山下毅     | 林田理沙   | 浅田春奈     | 久保井朝美 | 伊原弘将           | 押尾駿吾           | 竹野大輝           | 菅谷鈴夏   | 姫野美南 | （無）       | 角谷直也 岩野吉樹 八田知大 金子峻       |

### 代理主播
| 被代理人   | 代理人（日期）                                                                              |
| ---------- | ------------------------------------------------------------------------------------------- |
| 江原啓一郎 | - 山田賢治（2024年1月27日、2月17日） - 小野文明（2024年2月3日） - 片山智彦（2024年2月24日） |
| 西川典孝   | - 小宮山晃義（2022年9月3日） - 增村聰太（2022年12月3日）                                    |
| 赤木野野花 | - 青井實（2022年10月29日）                                                                  |
| 吉岡真央   | - 嶋田可可（2022年11月26日）                                                                |

## 備註

## 外部連結
- サタデーウオッチ9 - NHK
- サタデーウオッチ9 - NHK放送史（日本放送协会）（日語）